# Kutno (comune rurale)
Kutno è un comune rurale polacco del distretto di Kutno, nel voivodato di Łódź.
Ricopre una superficie di 122,33 km² e nel 2004 contava 8 388 abitanti.
Il capoluogo è Kutno, che non fa parte del territorio ma costituisce un comune a sé.